# 2554 Skiff
2554 Skiff eller 1980 OB är en asteroid i huvudbältet som upptäcktes den 17 juli 1980 av den amerikanske astronomen Edward L.G. Bowell vid Anderson Mesa Station. Den är uppkallad efter den amerikanske astronomen Brian A. Skiff.
Asteroiden har en diameter på ungefär 6 kilometer och den tillhör asteroidgruppen Levin.